# ديفيد بوون
ديفيد بوون (بالإنجليزية: David Boone)‏ هو لاعب كرة قدم أمريكية ولاعب كرة القدم الكندية أمريكي، ولد في 30 أكتوبر 1951 في ديترويت في الولايات المتحدة، وتوفي في 26 مارس 2005 في Point Roberts, Washington ‏ في الولايات المتحدة.